# Tobias Schweinsteiger
Tobias Schweinsteiger (Rosenheim, 12 maart 1982) is een Duitse voetbaltrainer en voormalig voetballer. Hij is de oudere broer van Bastian Schweinsteiger. Schweinsteiger speelde vooral op het derde en vierde niveau.

## Carrière

### Spelerscarrière
Schweinsteiger begon samen met zijn broer Bastian bij FV Oberaudorf en TSV 1860 Rosenheim, maar daarna scheidden hun wegen: terwijl Bastian naar Bayern München trok om daar een grote carrière te maken, bleef Tobias aanvankelijk in het amateurvoetbal. Pas op 24-jarige leeftijd ging hij aan de slag in de 2.Bundesliga bij Eintracht Braunschweig. De club eindigde echter laatste en degradeerde, Schweinsteiger maakte dat seizoen slechts drie goals. Hij belandde met zijn volgende club VfB Lübeck vervolgens in de Regionalliga Nord, het vierde niveau in Duitsland. Enkel met SpVgg Unterhaching zou hij nog eens in de 3. Liga uitkomen. Schweinsteiger sloot zijn spelerscarrière af bij FC Bayern München II, het tweede elftal van de club waar zijn broer toen nog steeds actief was.

### Trainerscarrière
Schweinsteiger kon na zijn spelerscarrière aan de slag blijven bij Bayern München. Hij startte er als assistent-trainer bij de U17 en klom na twee jaar op tot assistent-trainer van het tweede elftal. In juli 2018 ging hij aan de slag als medewerker in het jeugdopleidingscentrum. Een half jaar ging hij bij de Oostenrijkse derdeklasser FC Juniors OÖ aan de slag als teamchef en assistent-trainer.	

## Statistieken
| Seizoen | Club                    | Land      | Competitie          | Duels | Goals |
| ------- | ----------------------- | --------- | ------------------- | ----- | ----- |
| 2002/03 | FC Falke Markt Schwaben | Duitsland | Bayernliga          | 20    | 4     |
| 2002/03 | SSV Jahn Regensburg II  | Duitsland | Bayernliga          | 12    | 1     |
| 2003/04 | SSV Jahn Regensburg II  | Duitsland | Bayernliga          | 3     | 0     |
| 2003/04 | FC Ismaning             | Duitsland | Bayernliga          | 13    | 5     |
| 2004/05 | FC Ismaning             | Duitsland | Bayernliga          | 7     | 3     |
| 2004/05 | VfB Lübeck              | Duitsland | Regionalliga Nord   | 25    | 11    |
| 2005/06 | VfB Lübeck              | Duitsland | Regionalliga Nord   | 21    | 7     |
| 2006/07 | Eintracht Braunschweig  | Duitsland | 2.Bundesliga        | 19    | 3     |
| 2007/08 | VfB Lübeck              | Duitsland | Regionalliga Nord   | 12    | 2     |
| 2007/08 | SpVgg Unterhaching      | Duitsland | Regionalliga Süd    | 13    | 5     |
| 2008/09 | SpVgg Unterhaching      | Duitsland | 3.Liga              | 34    | 3     |
| 2009/10 | SpVgg Unterhaching      | Duitsland | 3.Liga              | 35    | 14    |
| 2010/11 | SSV Jahn Regensburg     | Duitsland | 3.Liga              | 31    | 9     |
| 2011/12 | SSV Jahn Regensburg     | Duitsland | 3.Liga              | 33    | 14    |
| 2012/13 | FC Bayern München II    | Duitsland | Regionalliga Bayern | 18    | 6     |
| 2012/13 | → SpVgg Unterhaching    | Duitsland | 3.Liga              | 17    | 3     |
| 2013/14 | FC Bayern München II    | Duitsland | Regionalliga Bayern | 30    | 14    |
| 2014/15 | FC Bayern München II    | Duitsland | Regionalliga Bayern | 22    | 7     |
| Totaal  | Totaal                  | Totaal    | Totaal              | 365   | 111   |